# CoRoT-1b
COROT-1b (раніше COROT-Exo-1b; інша назва - GSC 04804-02268b) — екзопланета, що знаходиться приблизно в 1560 світлових років від Землі в сузір'ї Єдиноріг.
Планета рухається орбітою навколо жовтої карликової зірки COROT-1, була виявлена 1 травня 2007 року за допомогою космічного телескопа COROT (метою якого є знаходження планет і спостереження за ними). COROT-1b стала першим відкриттям місії COROT.

## Характеристики
COROT-1b — пухка планета, має радіус більше в 1,49 раза, ніж Юпітер, а масу — приблизно в 1,03 рази. Його великий розмір обумовлений низькою щільністю та сильним нагріванням його батьківською зіркою, що змушує зовнішні шари атмосфери роздмухуватися.
Температура лежить на поверхні планети не нижче 1500 °C, а період обертання планети навколо зірки становить приблизно 1,5 дня. Відстань до зірки — 0,025 а. е., що робить планету однією з найближчих до зірки.
Нахилення орбіти COROT-1b становить 77 градусів, таким чином планета обертається майже перпендикулярно екватору зірки.

## Спостереження фаз
У травні 2009 року COROT-1b стала першою екзопланетою, на яку було оголошено результати оптичних спостережень фаз. Ці спостереження припускають, що немає значного перенесення тепла між нічною і денною сторонами планети.